# Turridrupa bijubata
Turridrupa bijubata é uma espécie de gastrópode do gênero Turridrupa, pertencente a família Turridae.